# This Is the Remix
This Is the Remix är ett remixalbum av Jessica Simpson släppt den 7 februari 2002. Här fanns några av hennes största hits, mixade i populära versioner. Skivan blev inte någon större succé, den lyckades inte ens ta sig in på Billboardlistan i USA. Endast en singel släpptes från albumet, Irresistible (Hex Hector club mix).

## Låtlista
1. "I Wanna Love You Forever" (Soul Solution remix radio edit) – 4:04
2. "I Wanna Love You Forever" (Soul Solution extended club vocal version) – 9:28
3. "I Think I'm in Love with You" (Peter Rauhofer club mix) – 9:19
4. "I Think I'm in Love with You" (Lenny B's club mix) – 9:39
5. "Irresistible" (So So Def remix featuring Lil Bow Wow) – 3:34
6. "Irresistible" (Hex Hector club mix) – 8:53
7. "A Little Bit" (Chris "The Greek" & Guido club mix) – 7:48